# Amphidrina rubripuncta
Amphidrina rubripuncta là một loài bướm đêm trong họ Noctuidae.